# Gobernación de Siberia
La gobernación de Siberia (en ruso: Сибирская губерния) fue una división administrativa (una gubernia) del Zarato de Rusia y luego del Imperio ruso, el cual existió desde 1708 hasta 1782. Su capital era en Tobolsk (inicialmente llamada Tobolesk). La gobernación estaba localizada en el este de Imperio ruso y limitaba con China al del sur, la gobernación de Kazán al suroeste, y la gobernación de Arjangelgorod al noroeste. Al norte y el este, la gobernación estaba limitado por los mares del Ártico y el océano Pacífico. En términos del área, la gobernación de Siberia era por lejos la más grande, pues incluía áreas en los Urales, Siberia, y el Extremo Oriente ruso.

## Establecimiento
La gobernación de Siberia, junto con siete otro gobernaciones, fue establecida el 29 de diciembre de 1708, por el ucase del zar Pedro el Grande. Tal como las demás, ni sus fronteras ni subdivisiones internas fueron definidas; en cambio, el territorio estaba definido como un conjunto de ciudades y las tierras adyacentes a aquellas.

## Transformaciones y disolución
En 1719, la gobernación fue dividida en tres provincias: Vyatka, Solikamsk, y Tobolsk. Simultáneamente, el uyezd de Yarensky y su capital Yarensk fue traspasada a la gobernación de Arjangelgorod.
En 1724, la provincia de Tobolsk fue dividida en las de Yeniseysk, Irkutsk, y Tobolsk. En 1727, las provincias de Vyatka y Solikamsk fueron transferidas a la gobernación de Kazán.
En 1736, el uyezd de Ojotsky fue creado del uyezd de Yakutsky. En el mismo año, la gobernación de Siberia se divisió en dos áreas independientes: la provincia de Siberia, que constaba de las anteriores provincias de Tobolsk y Yeniseysks, bajo la autoridad del gobernador (asentado en Tobolsk), y la provincia de Irkutsk. En 1737, las áreas al sur de los Urales fueron organizadas como la provincia de Iset, con capital en la ciudad de Shadrinsk, y fue transferida a la gobernación de Oremburgo. En 1764 fue creada la gobernación de Irkutsk en lugar de la anterior provincia.
En 1782, la gobernación de Siberia fue abolida, y su área repartida en los virreinatos de Tobolsk y Kolyvan. La gobernación de Irkutsk fue transformada en virreinato.

## Gobernadores
La administración de la gobernación estuvo a cargo de un gobernador. Los gobernadores de la gobernación de Siberia fueron:
- 1708-1714: Matvey Petrovich Gagarin
- 1714-1716: Ivan Bibikov (gobernador suplente)
- 1716-1719: Matvey Petrovich Gagarin (encarcelado en 1719 y ejecutado en 1721 para corrupción)
- 1719-1724: Alexey Mikhaylovich Cherkassky
- 1724-1726: Mikhail Vladimirovich Dolgorukov
- 1726-1727: Alexey Mikhaylovich Surov (gobernador suplente)
- 1727-1728: Mikhail Vladimirovich Dolgorukov
- 1728-1731: Ivan Vasilyevich Boltin (vicegobernador, actuando gobernador)
- 1730: Vasili Lúkich Dolgorúkov (nunca llegó a Tobolsk, encarcelado y posteriormente ejecutado en 1739)
- 1731-1736: Alexey Lvovich Pleshcheyev
- 1736-1741: Pyotr Ivanovich Buturlin
- 1741-1742: Ivan Afanasyevich Shipov
- 1742-1752: Alexey Mikhaylovich Sukharev
- 1754-1757: Vasily Alexeyevich Myatlev
- 1757-1763: Fyodor Ivanovich Soymonov
- 1763-1780: Denis Ivanovich Chicherin